# Ubi maior minor cessat
La locuzione latina ubi maior minor cessat, tradotta letteralmente, significa «dove vi è il maggiore, il minore decade». Il significato completo può essere così descritto: «in presenza di quel che possiede più potere o importanza, chi ne ha meno perde la propria rilevanza».

## Descrizione
La locuzione si utilizza in tutte le occasioni nelle quali un conflitto o una discrepanza formale o sostanziale fra due termini, attori, fatti, norme o funzioni, si dimostra risolta per priorità o prevalenza o confrontando il diverso rango e categoria di appartenenza. In tale circostanza specifica, quella di rango inferiore perde le proprie prerogative a favore di quella superiore. Un esempio tipico della sua applicazione si ha nel caso in cui si verifichi un conflitto tra una norma comunale e una legge statale: allora la normativa di rango minor (quella comunale) cessat (decade, soccombe, non ha più valore) di fronte alla maior (quella statale).
In origine l'espressione doveva quindi appartenere al formulario giuridico di matrice romana (sul tipo, per esempio, di ubi societas, ibi ius), condensando in un breve motto motivazioni e principi ispiratori di atti o provvedimenti processuali. Non a caso il suo principale impiego è sempre stato in ambito giuridico. Da tale settore la frase è poi passata anche nella terminologia filosofica, scientifica e burocratica assumendo sfumature di significato diverse.
Nel linguaggio moderno la locuzione può possedere in certi casi connotazioni di tipo politico, etico o ideologico, quando viene usata per sancire un giudizio o per impostare gerarchie di valore. In altre applicazioni prevale la connotazione di tipo ironico o antifrastico, come in alcuni titoli di libri: nel caso del volume Ubi Maior, Minor Cessat, dedicato agli scritti minori e meno noti di Tolkien, il titolo dichiara l'esatto opposto del suo contenuto; nel caso invece dell'Ubi maior di Roberto Speziale Bagliacca, saggio sul ruolo dello psicoanalista, il titolo incompleto lascia intendere la possibilità che non sempre il detto si avveri; in Ubi maior minor cessat di Rita Farinelli, infine, la titolazione ironizza su un disegno di legge relativo ai genitori colpevoli di maltrattamenti ai figli e gioca sulla corrispondenza minor-minorenne.
Nel linguaggio comune questa espressione latina viene spesso utilizzata con sensibili variazioni di senso. Nella maggior parte dei casi serve a indicare come, in un rapporto di forza, il più debole (in termini fisici, sportivi, intellettuali, economici, di status o comunque di potere) debba cedere di fronte al più forte. Per estensione, viene anche impiegata per giustificare la scelta di un'esigenza (o anche di un bene) maggiore rispetto a una minore. Utilizzata anche per le accezioni di "male maggiore scaccia male minore" e per quella che fa riferimento alla dinamica del gioco politico fra maggioranza e minoranza.